# Super Prestige Pernod 1978
De Super Prestige Pernod 1978 was de twintigste editie van dit regelmatigheidsklassement in het wielrennen. Net als in het vorige seizoen bestond de kalender uit 23 wedstrijden. De enige wijziging was dat de Catalaanse Week weer punten opleverde voor het klassement, maar de Ronde van Catalonië dit jaar niet meer.
Het eindklassement werd gewonnen door Francesco Moser, de enige keer dat een Italiaan eindwinnaar werd van de Super Prestige Pernod. Hij won Parijs-Roubaix en de Ronde van Lombardije. Door zijn zege in Lombardije (de laatste wedstrijd die meetelde voor het klassement) nam hij in extremis de eerste plaats van Bernard Hinault nog over. Nummer twee Hinault was de sterkste geweest in de Ronde van Spanje en die van Frankrijk. Hij werd hierdoor de vierde renner die meerdere grote rondes in hetzelfde jaar won. De plaatsen drie tot en met zes werden bezet door Nederlanders, waarvan Joop Zoetemelk het hoogst geklasseerd was.
De Belgen presteerden minder goed dan de voorgaande jaren: Francesco Moser was de eerste niet-Belgische eindwinnaar sinds 1967, maar dit jaar eindigde de beste Belg slechts op de zevende plaats. Het was voor het eerst dat er geen Belgische renner bij de beste zes eindigde. Wel behaalde Freddy Maertens in de Vierdaagse van Duinkerke zijn vierde eindzege en schreef Herman Vanspringel voor de vijfde keer Bordeaux-Parijs op zijn naam. Dit was voor beide wedstrijden een record. De Giro-overwinning van Johan De Muynck zou 44 jaar lang de laatste Belgische eindzege in een grote ronde blijven, totdat Remco Evenepoel in 2022 de Ronde van Spanje won. Behalve de Super Prestige Pernod werden er nog twee andere prijzen uitgereikt: de Prestige Pernod voor Franse renners en de Promotion Pernod voor Franse renners onder de 25 jaar.

## Wedstrijden
| Datum           | Koers                                        | Winnaar             |
| --------------- | -------------------------------------------- | ------------------- |
| 5–11 maart      | Parijs-Nice (1978)                           | Gerrie Knetemann    |
| 18 maart        | Milaan-San Remo (1978)                       | Roger De Vlaeminck  |
| 25 maart        | Amstel Gold Race (1978)                      | Jan Raas            |
| 27–31 maart     | Catalaanse Week (1978)                       | José Enrique Cima   |
| 9 april         | Ronde van Vlaanderen (1978)                  | Walter Godefroot    |
| 16 april        | Parijs-Roubaix (1978)                        | Francesco Moser     |
| 20 april        | Waalse Pijl (1978)                           | Michel Laurent      |
| 23 april        | Luik-Bastenaken-Luik (1978)                  | Joseph Bruyère      |
| 1 mei           | Rund um den Henninger-Turm (1978)            | Gregor Braun        |
| 3–6 mei         | Vierdaagse van Duinkerke (1978)              | Freddy Maertens     |
| 2–7 mei         | Ronde van Romandië (1978)                    | Johan van der Velde |
| 25 april–14 mei | Ronde van Spanje (1978)                      | Bernard Hinault     |
| 21 mei          | Bordeaux-Parijs (1978)                       | Herman Vanspringel  |
| 7–28 mei        | Ronde van Italië (1978)                      | Johan De Muynck     |
| 29 mei–5 juni   | Critérium du Dauphiné Libéré (1978)          | Michel Pollentier   |
| 14–18 juni      | Grand Prix du Midi Libre (1978)              | Claudio Bortolotto  |
| 14–23 juni      | Ronde van Zwitserland (1978)                 | Paul Wellens        |
| 29 juni–23 juli | Ronde van Frankrijk (1978)                   | Bernard Hinault     |
| 27 augustus     | Wereldkampioenschap op de Nürburgring (1978) | Gerrie Knetemann    |
| 3 september     | Parijs-Brussel (1978)                        | Jan Raas            |
| 24 september    | Grote Landenprijs (1978)                     | Bernard Hinault     |
| 1 oktober       | Grote Herfstprijs (1978)                     | Jan Raas            |
| 7 oktober       | Ronde van Lombardije (1978)                  | Francesco Moser     |

## Eindklassementen

### Individueel
| Plek | Renner                   | Punten |
| ---- | ------------------------ | ------ |
| 1    | Francesco Moser          | 323    |
| 2    | Bernard Hinault          | 305    |
| 3    | Joop Zoetemelk           | 184    |
| 4    | Gerrie Knetemann         | 168    |
| 5    | Jan Raas                 | 140    |
| 6    | Hennie Kuiper            | 122    |
| 7    | Roger De Vlaeminck       | 109    |
| 8    | Michel Pollentier        | 108    |
| 9    | Joseph Bruyère           | 103    |
| 10   | Gianbattista Baronchelli | 96     |

- Prestige Pernod: Bernard Hinault
- Promotion Pernod: Jean-René Bernaudeau

1959 · 1960 · 1961 · 1962 · 1963 · 1964 · 1965 · 1966 · 1967 · 1968 · 1969 · 1970 · 1971 · 1972 · 1973 · 1974 · 1975 · 1976 · 1977 · 1978 · 1979 · 1980 · 1981 · 1982 · 1983 · 1984 · 1985 · 1986 · 1987